# جشنة سبارج
جشنة سبارج (الاسم العلمي: Anthus spragueii) (بالإنجليزية: Sprague's Pipit)‏ هو طائر صغير من الجواثم ينتمي لفصيلة التمرة وأم عجلان.